# Kurt Stille
Kurt Robert Stille (født 19. november 1934 i København) er en tidligere dansk skøjteløber. Han blev nummer 9 på 10.000 m under OL i Innsbruck i 1964, hvilket i 54 år var Danmarks bedste placering i individuelle øvelser i et vinter-OL. Han blev dansk mester 1954 og 1956.
Stilles familie kom som flygtninge fra Westerhausen i Tyskland til København 1933 og opholdt sig som flygtninge i Sverige fra marts 1944 til juni 1945. I 1956 flytter han til Finland og danner et danseband for at ernære sig som guitarist, mens han forbereder sig til skøjtesæsonen og deltager i sit første verdensmesterskab i Östersund i 1957. 
Han flyttede senere til Norge i 1958, søgte optagelse i Oslo Skøiteklub for at udvikle sig som skøjteløber. Her blev han gift med en norsk kvinde og har siden været bosat i Oslo. 
Stille deltog i internationale mesterskaber fra 1957 til 1964. Hans bedste placering er en 14. plads i EM i skøjteløb i 1963 og en 24. plads i VM i skøjteløb i 1964. Under OL i 1964 blev han nummer 19 på 5.000 meter og nummer 17 på 10.000 meter.
Hans danske rekorder stod i over 40 år indtil Oliver Sundberg slog dem i 2005.
Stille blev også norsk mester i maraton for veteraner tre gange. Som 46-årig løb han sin bedste tid på 2.35,00 i det nordiske mesterskab 1980 Drammen.

## Personlige rekorder
- 500 meter: 43.3 (Karuizawa 23. februar 1963)
- 1500 meter: 2.13.9 (Oslo Bislett Stadion 12. februar 1964)
- 3000 meter: 4,39,0 (Oslo Bislett Stadion 11. februar 1964)
- 5000 meter: 7.56.1 (Innsbruck 5. februar 1964)
- 10000 meter: 16.28.5 (Oslo Bislett Stadion 19. januar 1964)